# كو بوت
كو بوت (بالهولندية: Ko Pot)‏ (ولد في 19 مايو 1958) هو لاعب كرة قدم هولندي سابق، لعب كمدافع.